# 目茶苦茶ゴルフ
『目茶苦茶ゴルフ（Tee For Two、1945年7月21日、劇場公開時『ゴルフの巻』）』はトムとジェリーの作品のひとつ。

## スタッフ
- 監督 - ウィリアム・ハンナ、ジョセフ・バーベラ
- 製作 - フレッド・クインビー(初公開版ではクレジット無し)
- 作画 - ケネス・ミューズ、ピーター・バーネス、レイ・パターソン、アーヴン・スペンス、バーニー・ポスナー(クレジット無し)
- 音楽 - スコット・ブラッドリー

## 作品内容
穴だらけ、かつ壊れたクラブも散乱した大荒れの状態のゴルフコース。トムはゴルフが下手なようで、なかなかショットを決められずにいた。やっとカップの中にボールが入ったと思いきや、ボールが外へ出て行ってしまう。カップの中にはなんとジェリーがいたのだった。逃げ出すジェリーに、トムはクラブによってボールを打ち弧を描かせて頭へぶつけ、倒して捕獲した。
ジェリーは、怒ったトムにティーにされたり、ボールクリーナーの中へ突っ込まれたりしていじめられ、下手くそ且つ奇妙なトムのゴルフプレーに巻き込まれ続ける。
ジェリーは反撃としてトムをキツツキやハチに追わせ、しまいには低木に潜んだトムの毛を芝刈り機で刈ってプードルのような姿に変えてしまう。低木を失い、ハチをやり過ごそうと池の中へ潜るトムだったが、ジェリーの策略もあって結局ハチに襲われてしまう。悲鳴を上げ逃げ出すトム目がけてクラブを奪いボールを飛ばすジェリー。ボールは大きく弧を描きながらトムの頭に見事命中しナイスショット。トムはバッタリと倒れ、ジェリーの復讐が叶った。

## 登場キャラクター
トム
下手なゴルフによってグリーンに穴をあけまくり、かつ樹木にもクラブを絡みつかせてゴルフ場内を荒れ放題にさせ、カップの中に潜んでいたジェリーと追いかけっこを展開。ティーなどの道具としてジェリーをこき使うも、やがて立場が逆転。ジェリーを追いかけて木に登ったところをハチに襲われ、草むらに隠れてもジェリーから芝刈り機で毛を草ごと刈られる反撃を喰らう。最後は池の中でハチに刺され無我夢中で逃げ去ろうとするも、ジェリーの放ったショットが命中して倒れた。
ジェリー
カップに潜んでおり、ゴルフをプレーしていたトムにいじめられても、いつものように仕返しを行いハチをも駆使してトムを攻撃。その後芝刈り機でトムの毛も刈り上げた。最後はハチに刺されて無我夢中で逃げるトムにショットを命中させとどめを刺した。
トムを襲うハチたち
巣を襲ったトムを追いかけ、トムが池に潜ってもジェリーが（ストローの先へ）差し込んだ誘導筒を伝って全員ストロー内へ突入しトムをメッタ刺しする。
キツツキの雛
本作で初登場。ジェリーにボールと偽られてトムに卵をゴルフクラブで打たれ、空中を飛んでいる最中に卵から孵ってトムへ反撃。トムの頭部をくちばしでつついたのち、ゴルフクラブの柄をくちばしで壊し先端をトムにぶつけるいたずらをして飛び去っていった。